# Fleet Prison

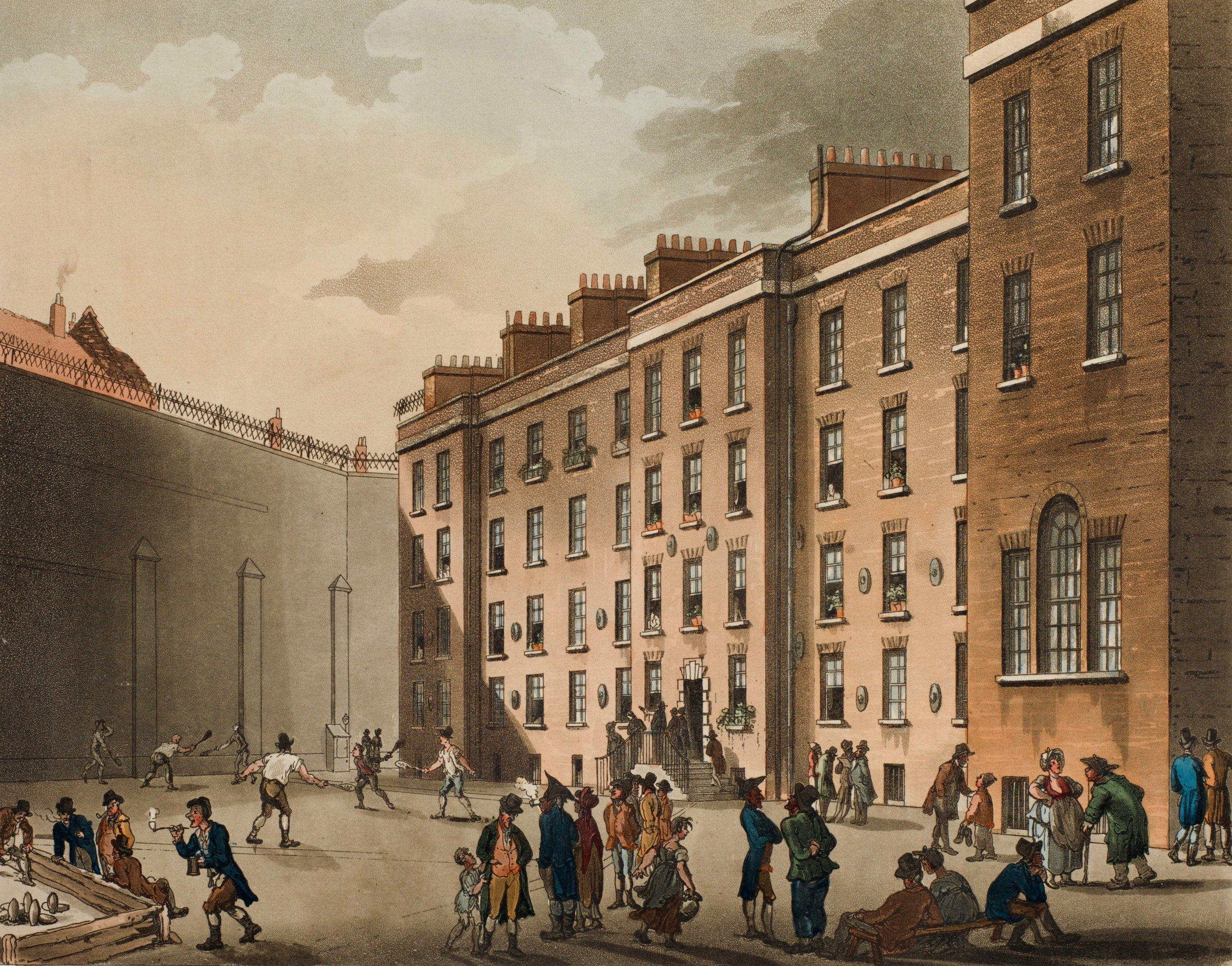
Il Raquet Ground della Fleet Prison intorno al 1808

Fleet Prison è stata una prigione di Londra sulla riva del fiume Fleet. Costruita nel 1197, venne usata fino al 1844 e poi demolita nel 1846.

## Storia

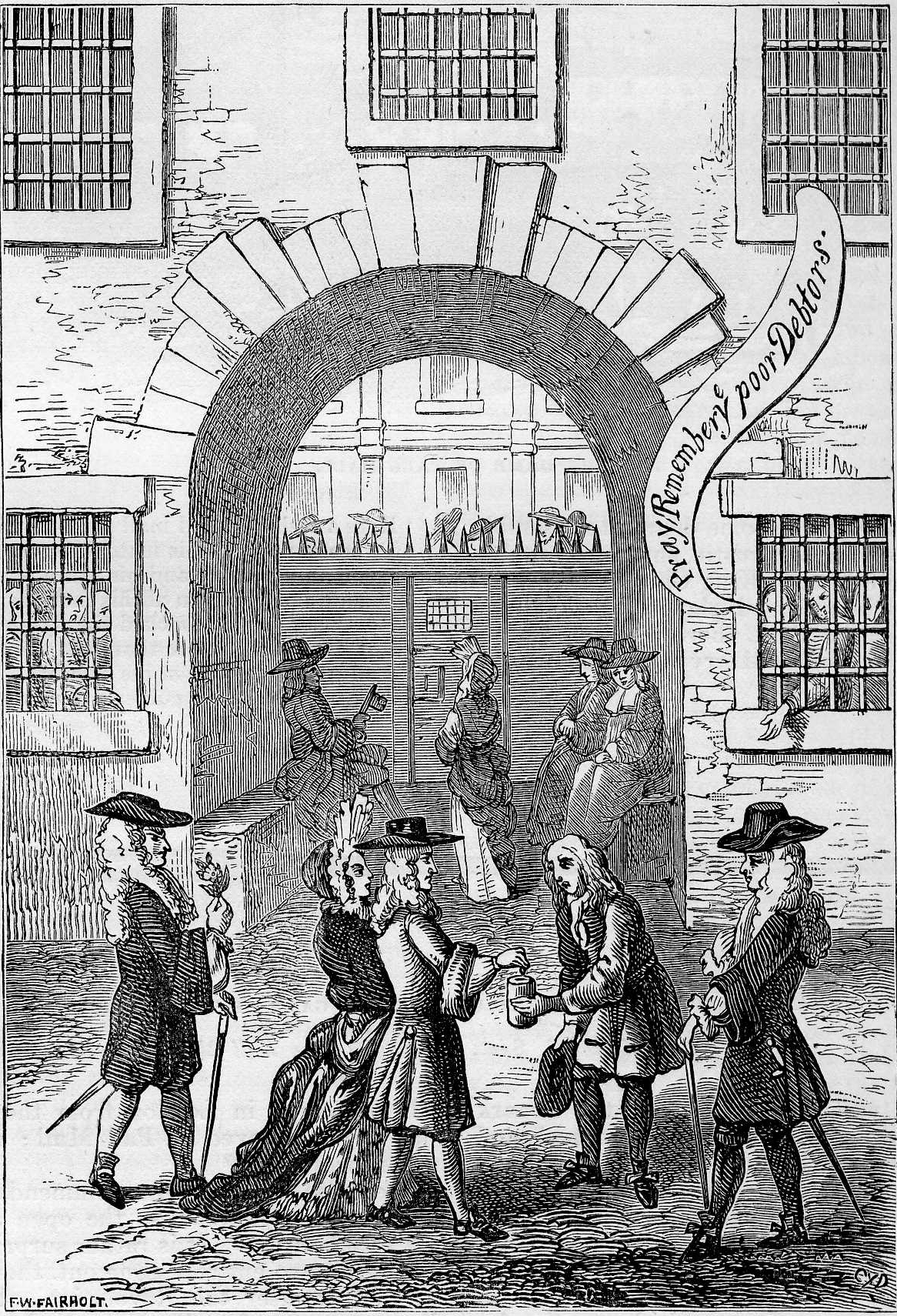
"Pray remember ye poor debtors": detenuti della Fleet Prison mendicano l'elemosina dai passanti

La prigione venne costruita nel 1197 distante dall'attuale Farringdon Street, sulla riva orientale del fiume Fleet dal quale prese il nome. Divenne di particolare rilievo per il fatto di essere utilizzata come luogo di detenzione per le persone inviate dalla Star Chamber, e, successivamente, come luogo di detenzione di debitori e le persone in prigione per oltraggio alla Court of Chancery. Nel 1381, durante la rivolta dei contadini, fu deliberatamente distrutta dagli uomini capeggiati da Wat Tyler. 
In 1666, durante il grande incendio di Londra, andò distrutta nel terzo giorno dell'incendio, i prigionieri vennero fatti evacuare negli ultimi momenti. L'allora direttore della prigione, Sir Jeremy Whichcote, acquistò Caron House a Lambeth, dopo l'incendio, mentre il carcere venne ricostruito sul sito originale a sue spese.
Nel corso del XVIII secolo, la Fleet Prison venne utilizzata principalmente per recludere debitori e bancarottieri. Normalmente ospitava 300 prigionieri e le loro famiglie. Alcuni detenuti erano costretti a mendicare dalle loro cellule che si affacciavano sulla strada, al fine di pagare il loro mantenimento. A quel tempo le prigioni erano imprese a scopo di lucro. I prigionieri dovevano pagare per vitto e alloggio. Vi erano delle tariffe per non essere costretti alla segregazione in cella o per aver rimossi i ferri, e quelle della Fleet Prison erano le più elevate di tutta l'Inghilterra. C'era anche un'inferriata, incassata nella parete che dava su Farringdon Street, che consentiva ai prigionieri la possibilità di chiedere l'elemosina ai passanti. Ma i prigionieri non dovevano necessariamente vivere all'interno della prigione. Pagando il custode al fine di compensare la perdita di guadagno, potevano prendere alloggio in una particolare area fuori dalle mura della prigione chiamata "Liberty of the Fleet" o "Rules of the Fleet". 
Il capo della prigione era definito guardia, e veniva nominato con un brevetto. Divenne poi frequente che il titolare del brevetto cedesse lo stesso al miglior offerente. Questa usanza fece divenire il luogo di restrizione famigerato per la crudeltà che veniva esercitata sui prigionieri. Un acquirente dell'incarico, Thomas Bambridge, che divenne direttore nel 1728, fu particolarmente famoso per la sua crudeltà. Si rese colpevole della più grande estorsione sui prigionieri a lui affidati, e, secondo una commissione della Camera dei Comuni nominata per indagare sullo stato delle carceri inglesi, arbitrariamente e illegalmente costrinse ai ferri, mise in cella, e annientò i prigionieri per debiti, trattandoli nel modo più barbaro e crudele, in alta violazione e disprezzo delle leggi. Venne inviato alla prigione di Newgate, e privato della licenza di guardiano.
Durante la sommossa di Gordon nel 1780, la Fleet Prison venne nuovamente distrutta e poi ricostruita nel  1781-1782. Nel 1842, a seguito di una legge del parlamento, la quale prevedeva che i prigionieri della Marshalsea, della Fleet e della King's Bench Prison dovessero essere trasferiti alla Queen's Prison, venne chiusa e nel 1844 venduta alle corporazioni della City of London, che la abbatterono nel 1846.